# XXI Mistrzostwa Świata w Lataniu Rajdowym
XXI Mistrzostwa Świata w Lataniu Rajdowym – zawody lotnicze, zorganizowane w dniach 5–11 sierpnia 2018 w Dubnicy nad Váhom na Słowacji z ramienia Międzynarodowej Federacji Lotniczej (FAI). 

## Uczestnicy

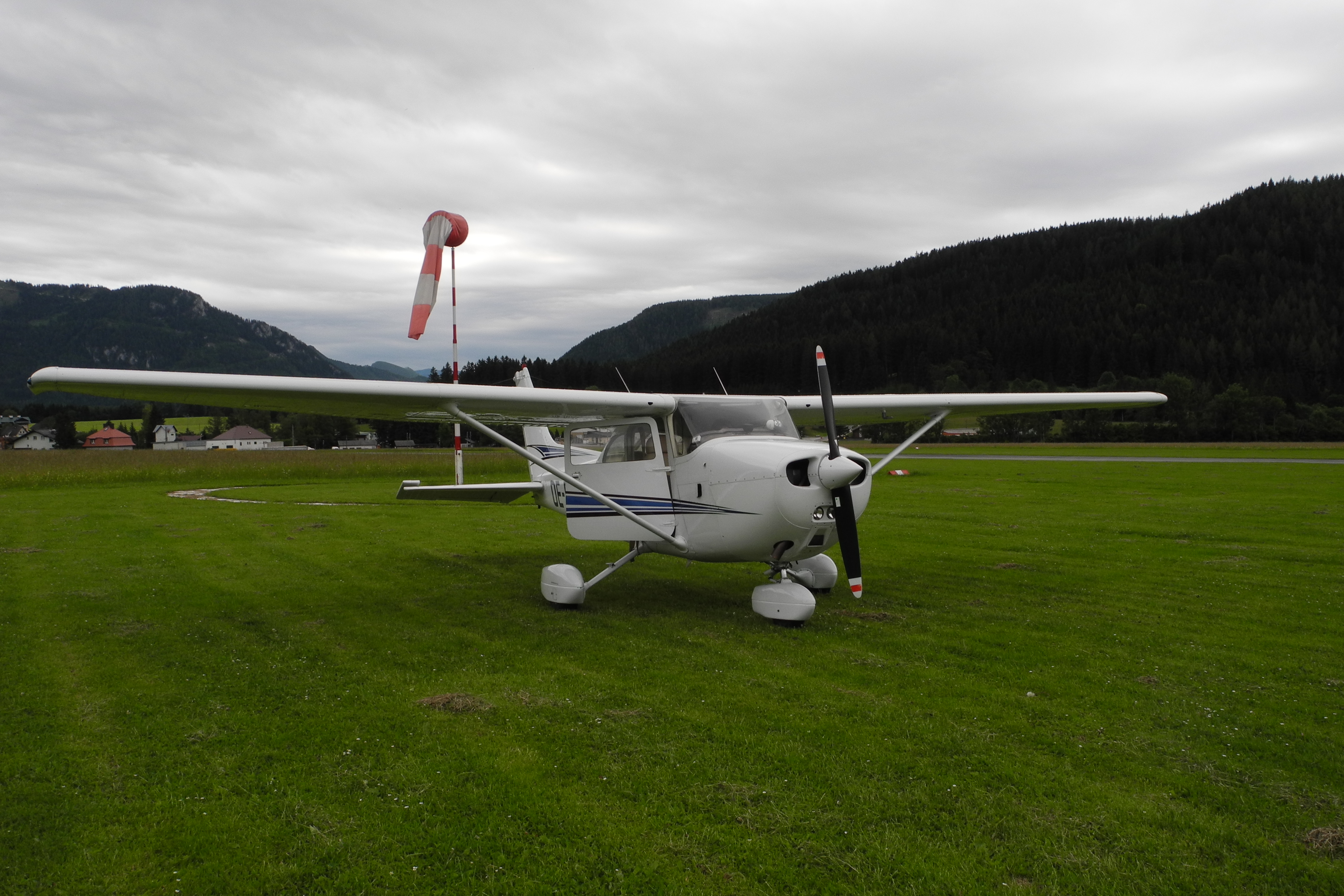
Najliczniejszy samolot zawodów Cessna 172 (OE-DYU, na którym latała austriacka załoga Walter Dworschak / Michael Riedel – zdjęcie z 2011)

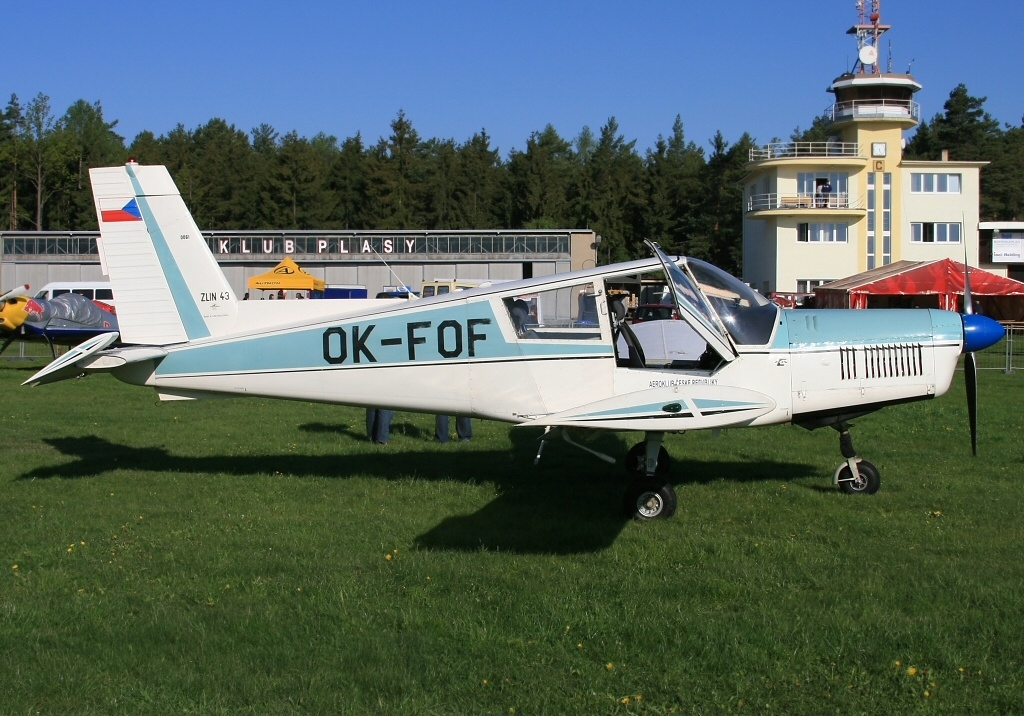
Samolot Zlin Z-43 OK-FOF, na którym latała czeska załoga Martin Cabejšek / Michaela Pašková (zdjęcie z 2009)

W zawodach wzięło udział 49 dwuosobowych załóg z 15 krajów: Polski (7), Czech (5), Francji (5),  Hiszpanii (5), Rosji (4), Słowacji (4), Niemiec (4), RPA (4), Austrii (2), Włoch (2), Norwegii (2), Szwajcarii (2), Węgier (1), Litwy (1), Wielkiej Brytanii (1).
Najpopularniejszym typem samolotu wybieranego przez zawodników była Cessna 172 (20 załóg), następnie Cessna 152 (18 załóg). W mniejszych liczbach używane były Tecnam P92 (4 załogi), Cessna 150 (2) i pojedyncze: 3Xtrim, Zlin Z-42, Zlin Z-43, Cessna 177, Aeroprakt A22. Liczby biorących udział w zawodach samolotów były faktycznie mniejsze, gdyż część załóg korzystała z tych samych maszyn. Najlepsze rezultaty osiągnęli piloci latający na Cessnach 152 (11 z pierwszych 13 miejsc).
W skład polskiej ekipy wchodziło 7 załóg (pilot / nawigator):
- Krzysztof Skrętowicz / Dariusz Lechowski
- Michał Wieczorek / Marcin Wieczorek
- Marek Kachaniak / Łukasz Pawlak
- Marcin Skalik / Joanna Skalik
- Krzysztof Wieczorek / Kamil Wieczorek
- Janusz Darocha / Zbigniew Chrząszcz
- Michał Bartler / Kamil Kliza

## Przebieg
Zawody rozgrywane były na lotnisku w Slavnicy koło Dubnicy nad Váhom, należącego do Aeroklubu Dubnica nad Váhom. W niedzielę 5 sierpnia miała miejsce odprawa, loty treningowe i ceremonia otwarcia. 
W czołowych wynikach konkurencji nawigacyjnych zaznaczyła się dominacja zawodników z Polski, Francji i Czech, z pojedynczymi jedynie załogami z innych krajów. 6 sierpnia rozegrano konkurencję nawigacyjną na pierwszej trasie („zielonej”). Najlepszy wynik uzyskała załoga polska Marcin Skalik / Joanna Skalik, a za nią dwie czeskie. Polacy zajęli także miejsca 5–8. Próba ta okazała się najtrudniejsza podczas zawodów – najlepsi zawodnicy otrzymali w niej znacząco więcej punktów karnych, niż w kolejnych konkurencjach, a tylko trzy załogi nie straciły punktów za obserwację.
7 sierpnia rozegrano  konkurencję nawigacyjną na drugiej trasie („żółtej”). Najlepszy wynik uzyskała francuska załoga Mickael Kolubako / Nicolas Barataud, za nią hiszpańska, a polskie zajęły miejsca od 3 do 6 i 8. w pierwszej dziesiątce. 
Z powodu silnego wiatru, trzecia konkurencja nawigacyjna na trasie „czerwonej” 8 sierpnia została odwołana. 9 sierpnia rozegrano  konkurencję nawigacyjną na czwartej trasie („niebieskiej”), w której triumfowali polscy piloci – 1. miejsce załogi Krzysztof Wieczorek / Kamil Wieczorek oraz miejsca od 3. do 5. Drugie miejsce zajęła czeska załoga Petr Jonáš / Marek Velát, która okazała się też zwycięzcą zawodów, z zaledwie kilkunastopunktową przewagą nad polskimi załogami Krzysztof Wieczorek / Kamil Wieczorek i Michał Wieczorek / Marcin Wieczorek, które zajęły 2. i 3. miejsce.
| I konkurencja nawigacyjna | I konkurencja nawigacyjna                   | I konkurencja nawigacyjna | II konkurencja nawigacyjna | II konkurencja nawigacyjna               | II konkurencja nawigacyjna | IV konkurencja nawigacyjna | IV konkurencja nawigacyjna            | IV konkurencja nawigacyjna |
| Miejsce                   | Załoga                                      | Punkty karne              | Miejsce                    | Załoga                                   | Punkty karne               | Miejsce                    | Załoga                                | Punkty karne               |
| ------------------------- | ------------------------------------------- | ------------------------- | -------------------------- | ---------------------------------------- | -------------------------- | -------------------------- | ------------------------------------- | -------------------------- |
| 1                         | Marcin Skalik / Joanna Skalik               | 71                        | 1                          | Mickael Kolubako / Nicolas Barataud      | 18                         | 1                          | Krzysztof Wieczorek / Kamil Wieczorek | 18                         |
| 2                         | Petr Jonáš / Marek Velát                    | 86                        | 2                          | Juez José Ignacio / Mas Jesus Javiéer    | 25                         | 2                          | Petr Jonáš / Marek Velát              | 22                         |
| 3                         | Jiří Jakeš / Jiří Kadlec                    | 90                        | 3/4                        | Janusz Darocha / Zbigniew Chrząszcz      | 28                         | 3                          | Michał Wieczorek / Marcin Wieczorek   | 35                         |
| 4                         | Wolfgang Schneckenreither / Cornelia Marsch | 108                       | 3/4                        | Krzysztof Skrętowicz / Dariusz Lechowski | 28                         | 4                          | Michał Bartler / Kamil Kliza          | 37                         |
| 5                         | Marek Kachaniak / Łukasz Pawlak             | 109                       | 5                          | Krzysztof Wieczorek / Kamil Wieczorek    | 31                         | 5                          | Janusz Darocha / Zbigniew Chrząszcz   | 79                         |
| 6                         | Michał Wieczorek / Marcin Wieczorek         | 114                       | 6                          | Michał Wieczorek / Marcin Wieczorek      | 35                         | 6                          | Mickael Kolubako / Nicolas Barataud   | 81                         |
| 7                         | Krzysztof Skrętowicz / Dariusz Lechowski    | 115                       | 7                          | Sébastien Anquetil / Benoit Letellier    | 36                         | 7                          | Alexis Fuchs / Adéle Schramm          | 82                         |
| 8                         | Krzysztof Wieczorek / Kamil Wieczorek       | 134                       | 8                          | Marcin Skalik / Joanna Skalik            | 43                         | 8                          | Juraj Čekan / Karel Mundel            | 85                         |
| 9                         | Ivo Lengál / Tereza Drgová                  | 135                       | 9                          | Ivo Lengál / Tereza Drgová               | 44                         | 9                          | Ján Šabľa jun. / Dalibor Gonda        | 88                         |
| 10                        | Alexis Fuchs / Adéle Schramm                | 141                       | 10/11                      | Petr Jonáš / Marek Velát                 | 60                         | 10                         | Marek Kachaniak / Łukasz Pawlak       | 128                        |
|                           |                                             |                           | 10/11                      | Alexis Fuchs / Adéle Schramm             | 60                         |                            |                                       |                            |

## Wyniki

### Klasyfikacja indywidualna
Wyniki:
| Miejsce | Załoga                                   | Samolot | Rejestracja | Punkty karne za: 1 trasę + 2 trasę + 4 trasę | Punkty karne za: 1 trasę + 2 trasę + 4 trasę | Punkty karne za: 1 trasę + 2 trasę + 4 trasę | Wynik ogółem |
| ------- | ---------------------------------------- | ------- | ----------- | -------------------------------------------- | -------------------------------------------- | -------------------------------------------- | ------------ |
|         | Petr Jonáš / Marek Velát                 | C-152   | OK-IKC      | 86                                           | 60                                           | 22                                           | 168          |
|         | Krzysztof Wieczorek / Kamil Wieczorek    | C-152   | SP-KWW      | 134                                          | 31                                           | 18                                           | 183          |
|         | Michał Wieczorek / Marcin Wieczorek      | C-152   | SP-KWW      | 114                                          | 35                                           | 35                                           | 184          |
| 4       | Mickael Kolubako / Nicolas Barataud      | C-152   | F-GBJA      | 165                                          | 18                                           | 81                                           | 264          |
| 5       | Alexis Fuchs / Adéle Schramm             | C-152   | F-GBJA      | 141                                          | 60                                           | 82                                           | 283          |
| 6       | Marcin Skalik / Joanna Skalik            | C-152   | SP-AKP      | 71                                           | 43                                           | 184                                          | 298          |
| 7       | Janusz Darocha / Zbigniew Chrząszcz      | C-152   | SP-AKP      | 209                                          | 28                                           | 79                                           | 316          |
| 8       | Krzysztof Skrętowicz / Dariusz Lechowski | 3Xtrim  | SP-YUD      | 115                                          | 28                                           | 192                                          | 335          |
| 9       | Ján Šabľa jun. / Dalibor Gonda           | C-152   | OM-SVK      | 154                                          | 109                                          | 88                                           | 351          |
| 10      | Michał Bartler / Kamil Kliza             | C-152   | SP-AKO      | 242                                          | 80                                           | 37                                           | 359          |

### Klasyfikacja drużynowa
Wyniki:
| Miejsce | Reprezentacja                                                                                    | Wynik (pkt) |
| ------- | ------------------------------------------------------------------------------------------------ | ----------- |
|         | Polska · Krzysztof Wieczorek / Kamil Wieczorek (183) · Michał Wieczorek / Marcin Wieczorek (184) | 367         |
|         | Francja · Mickael Kolubako / Nicolas Barataud (264) · Alexis Fuchs / Adéle Schramm (283)         | 547         |
|         | Czechy · Petr Jonáš / Marek Velát (168) · Ivo Lengál / Tereza Drgová (397)                       | 565         |
| 4.      | Słowacja                                                                                         | 1037        |
| 5.      | Hiszpania                                                                                        | 1339        |
| 6.      | Niemcy                                                                                           | 1355        |
| 7.      | Austria                                                                                          | 2622        |
| 8.      | Rosja                                                                                            | 2945        |
| 9.      | Norwegia                                                                                         | 4144        |
| 10.     | Południowa Afryka                                                                                | 5034        |

### Konkurencja lądowań
Wyniki:
| Miejsce | Załoga                                         | Samolot | Rejestracja | Punkty karne za lądowania: 1 trasa + 2 trasa + 4 trasa | Punkty karne za lądowania: 1 trasa + 2 trasa + 4 trasa | Punkty karne za lądowania: 1 trasa + 2 trasa + 4 trasa | Wynik |
| ------- | ---------------------------------------------- | ------- | ----------- | ------------------------------------------------------ | ------------------------------------------------------ | ------------------------------------------------------ | ----- |
|         | Marcus Ciesielski / Astrid Ciesielski          | C-172   | D-EGHN      | 0                                                      | 10                                                     | 0                                                      | 10    |
|         | Mickael Kolubako / Nicolas Barataud            | C-152   | F-GBJA      | 20                                                     | 0                                                      | 0                                                      | 20    |
|         | Ján Šabľa jun. / Dalibor Gonda                 | C-152   | OM-SVK      | 10                                                     | 10                                                     | 10                                                     | 30    |
|         | Juez José Ignacio / Mas Jesus Javiéer          | P92     | EC-ZBA      | 10                                                     | 10                                                     | 10                                                     | 30    |
| 5-7     | Martin Cabejšek / Michaela Pašková             | Z-43    | OK-FOF      | 10                                                     | 10                                                     | 20                                                     | 40    |
| 5-7     | Matthys van der Merwe / Ronald Charles Stirk   | C-172   | OM-DCD      | 0                                                      | 0                                                      | 40                                                     | 40    |
| 5-7     | Janusz Darocha / Zbigniew Chrząszcz            | C-152   | SP-AKP      | 20                                                     | 10                                                     | 10                                                     | 40    |
| 8-9     | Thomas Kirchner / Alexandra Kirchner           | Z-42    | D-EWON      | 30                                                     | 10                                                     | 10                                                     | 50    |
| 8-9     | Andriej Charitonow / Nikołaj Korobow           | C-152   | RA-2789G    | 0                                                      | 10                                                     | 40                                                     | 50    |
| 10-11   | Jonathan Eugene Esser / Sandra Theresa Goddard | C-172   | OM-SNA      | 20                                                     | 20                                                     | 20                                                     | 60    |
| 10-11   | Marek Kachaniak / Łukasz Pawlak                | C-152   | SP-AKO      | 10                                                     | 30                                                     | 20                                                     | 60    |